# 太原青年文学研究会
太原青年文学研究会，是中华民国时期山西省的一个学术团体。

## 概述
1935年2月，田景福任太原青年会学生干事，联络了太原一些大中学生、知识青年和机关小职员以及少数文艺工作者，以基督教青年会为招牌，同赵秋心等发起成立了太原青年文学研究会。会员不分信仰与性别，只要具备一定写作功底，经其他两名以上注册会员介绍，均可加入。每周四上午为活动时间，议题讨论中外文学名著或研究会会员的创作，其中作品有田景福的短篇小说《水警》、《冬天的事》，张季纯的《毕业之后》等。研究会还在《并州日报》上编每周一期的《青年文学》副刊。研究会与鲁迅保持书信联系；鲁迅病逝后，文学研究会决定由杜任之、杨蕉圃、亚马、赵秋心、李淡虹、田景福等组成追悼会筹备委员会。1936年10月26日上午，在山西省国民党党部礼堂举行了鲁迅追悼大会。
太原青年文学研究会的主要成员有田景福、赵秋心、姚青苗、王毅哉、石磊、张季纯、王中青、史纪言、陈连等人，很多是中国共产党成员。1936年，红军发动东征战役，经黄河进入山西，太原的政治气氛突然紧张。青年文学研究会的活动，引起了太原当局的注意，并被要求停止活动、《青年文学》也被迫停刊。但文学研究会并未向会员宣布结束，而是继续暗中活动。1937年七七事变后，因青年文学研究会会员大多参加了抗日运动，研究会自动解散。